# اویژنگ (استان ماسوویان)
اویژنگ (به لهستانی:  Ojrzeń) یک روستا در لهستان است که در گمینا اویژنگ واقع شده‌است. اویژنگ ۷۵۰ نفر جمعیت دارد.